# كأس فرنسا 2018–19
كأس فرنسا 2018–19 (بالفرنسية: Coupe de France de football 2018-2019)‏ هو الموسم 102 من  كأس فرنسا. فاز فيه ستاد رين.